# クリストファー・ボルグリ
クリストファー・ボルグリ（Kristoffer Borgli、1985年9月8日 - ）は、ノルウェーの映画監督、脚本家。『シック・オブ・マイセルフ』、『ドリーム・シナリオ』などの作品で知られている。

## 経歴
1985年9月8日、ノルウェー・オスロに生まれる。
2012年、短編映画『WHATEVEREST』を発表し、AFI映画祭審査員特別賞を受賞する。しかし、後日作品がフィクションであることを映画祭側が指摘し、賞は返上された。
2017年、『DRIB』で長編映画監督デビューを飾る。
2022年、破滅的な自己愛と強烈な承認欲求に取りつかれた女性を描いた寓話的ホラー『シック・オブ・マイセルフ』で注目を浴びる。本作は、2022年カンヌ国際映画祭「ある視点」部門に出品され、ノルウェーのアカデミー賞と言われるアマンダ賞では5部門にノミネートされた。ブルックリンホラーフィルムフェスティバルでは作品賞を受賞した。
2023年、ニコラス・ケイジ演じる平凡な大学教授が、何百万人もの夢に現れるスリラー映画『ドリーム・シナリオ』を公開。本作でニコラス・ケイジは第81回ゴールデングローブ賞の主演男優賞（ミュージカル・コメディ部門）にノミネートを受けた。

## 製作作品
| 2017 | DRIB                     | Yes | Yes | No  |
| 2022 | シック・オブ・マイセルフ | Yes | Yes | Yes |
| 2023 | ドリーム・シナリオ       | Yes | Yes | Yes |